# Castellum de la Abrud - „Cetățeaua”
Castellumul de la Abrud, județul Alba, este o fortificație patrulateră, cu perimetrul de 300 m, suprafața de 2000 m2, al cărui șanț exterior este vizibil.
Fortificația romană din punctul "Cetățeaua" (lângă "Liceul Horea, Cloșca și Crișan"), din sec.II-III, este înscrisă pe lista monumentelor istorice din județul Alba elaborată de Ministerul Culturii și Patrimoniului Național din România în anul 2010 (cod AB-I-s-B-00006).